# Kongres utlačovaných národností
Kongres utlačovaných národností Rakousko-Uherska bylo setkání vůdců odbojových hnutí národů patřících k Rakousko-uherské monarchii konané v Římě a pořádané italskou vládou.
V únoru 1918 byla národy Rakouska-Uherska vytvořena Liga utlačovaných národů Rakousko-Uherska. Ta svolala po dvou měsících svůj kongres. Kongres se konal 8.–10. dubna 1918. Jeho účastníci deklarovali společný zájem národů Rakouska-Uherska na sebeurčení a na hospodářskou i politickou nezávislost. Setkání se účastnili Rumuni, Jihoslované, Poláci a Italové. Za Čechy byl přítomen Edvard Beneš, za Slováky Milan Rastislav Štefánik a Štefan Osuský, všichni jako členové Československé národní rady se sídlem v Paříži.
Deklaraci přijatou Kongresem oficiálně schválil tehdejší italský premiér Vittorio Emanuele Orlando.